# Catán Lil megye
Catán Lil egy megye Argentína nyugati részén, Neuquén tartományban. Székhelye Las Coloradas.

## Népesség
A megye népessége a közelmúltban a következőképpen változott:
| Év   | Lakosság |
| ---- | -------- |
| 2001 | 2464     |
| 2010 | 2155     |